# 湧別技法
湧別技法（日语：ゆうべつぎほう）是一種細石器剝離技術，由日本學者芹沢長介、吉崎昌一於1961年首次提出。湧別技法是根據日本北海道湧別川流域白龍遺址的出土資料復原結果而復原的生產細石葉的技法。考古發現表明，該技法在蒙古、西伯利亞東部直至勘察加半島都有分佈。

## 製作過程
使用湧別技法製作細石器，一般以黑曜石的砾石或厚石片為原料，具體操作過程分三個步驟：
1. 用鹿角等作為軟錘，打製出半月形或木葉形的兩面加工石器；
2. 在兩面加工石器長軸的一個尖端打擊數次，不斷剝離石片，使得石器的上端形成一個平坦的破裂面；
3. 以破裂面作為的打擊臺面，沿著長軸進行壓制，剝離出細石葉。

## 参看
- 勒瓦娄哇技法